# 2011年4月英國

## 4月30日
- 新婚的威廉王子與凱瑟琳已乘直昇機出發往英國某處度過周末，但短期內不會正式渡蜜月，威廉下周將會重新投入軍中的工作。為保障兩人私隱，皇室方面暫不會公開兩人本周末和將來渡蜜月的確實地點。BBC （页面存档备份，存于）
- 英揆大衛·卡梅倫在皇家大婚後於唐寧街舉行派對，邀請全國各地兒童、長者和慈善團體代表出席。另一方面，在野工黨影子威爾斯大臣韓培德批評，英國廣播公司在西敏寺現場直播大婚時，攝影機鏡頭刻意避開有份出席的工黨黨魁文立彬伉儷，但經常把焦點放到卡梅倫伉儷和自民黨籍副首相尼克·克萊格伉儷身上。工黨消息方面則堅稱絕無此事，並指文立彬夫婦是否在直播中出現，絕不是該黨所關注的重點。BBC （页面存档备份，存于）、BBC （页面存档备份，存于）

## 4月29日
- 皇位第二號繼承人威廉王子與平民凱特·米德爾頓在英女皇伊利沙伯二世與皇夫菲臘親王、以及父親威爾斯親王查理斯伉儷等1,900多名賓客見證下，於西敏寺舉行隆重而盛大的皇家大婚。BBC （页面存档备份，存于）
- 威廉與凱特禮成後，在數十萬名熱情群眾夾道歡迎下，乘坐皇家馬車前往白金漢宮，隨後與皇室成員一同在白金漢宮的露台前亮相致意，期間威廉兩度親吻凱特。BBC （页面存档备份，存于）
- 威廉王子同日獲英女皇授予三個貴族爵位，其中以劍橋公爵等級最高；威廉因爵位成為劍橋公爵威廉王子，而凱特自動成為劍橋公爵夫人凱瑟琳。BBC （页面存档备份，存于）

## 4月28日
- 皇室方面發佈威廉王子與凱特·米德爾頓皇家大婚當日的官方程序表，威廉與凱特在程序表內特別共同撰文，表示受到各方的「熱情」而「深受感動」。BBC （页面存档备份，存于）、皇家大婚官方程序表
- 對於敘利亞當局武力鎮壓國內的民主示威，外交部表態認為敘利亞駐英大使「不宜」出席威廉王子的皇家大婚，白金漢宮方面已取消邀請敘利亞駐英大使。BBC （页面存档备份，存于）

## 4月26日
- 倫敦警務處發言人表示，將在周五的英皇太孫皇家大婚派出5,000名警員維持秩序，確保當日大婚是一項「安全、保險和愉快的活動」。BBC （页面存档备份，存于）
- 外相夏偉林批評敘利亞政府武力鎮壓當地爭取民主的示威，強調英國及其盟友將不排除對敘利亞實施制裁。現時共有大約700名身在敘利亞的英國國民向外交部進行登記。BBC （页面存档备份，存于）

## 4月24日
- 坎特伯雷大主教羅恩·威廉斯在坎特伯雷主教座堂主持復活節佈道，提出快樂比繁榮更為重要，提醒世人不要盲目追求富貴，因為「生活比國民生產總值有更多的得著」。BBC （页面存档备份，存于）
- 全國教師工會不滿政府計劃削減退休福利，舉行投票大比數通過在今年夏季發動一日罷工，另外又計劃與其他公營機構工會合作，在秋季發動一日大罷工。BBC （页面存档备份，存于）

## 4月21日
- 在第二次世界大戰憑英勇傑出軍功而榮獲維多利亞十字勳章的退伍踞喀兵圖爾·巴哈杜爾·潘（Tul Bahadur Pun）在尼泊爾家鄉病逝，終年88歲。他在2007年申請移居英國時，一度被當局指「與英國沒有充份的關係」而遭拒絕，事件引起輿論關注，後來促成時任內政大臣韋俊安等介入，才獲准定居英國。事件也使政府改變政策，在2009年1月向36,000名在1997年前服役滿四年的踞喀兵賦予居英權。BBC （页面存档备份，存于）
- 受回暖和無風的天氣影響，環境食物及鄉郊事務部向英格蘭及威爾斯地區發出「煙霧警報」，指出含臭氧和其他污染物粒子的煙霧會由周四至復活節周末濃罩有關地區。當局又指出煙霧的污染水平為高，可影響人體健康。BBC （页面存档备份，存于）

## 4月19日
- 對於傳聞前工黨首相白高敦有機會出任下任國際貨幣基金會總裁，英揆大衛·卡梅倫表示「在當年不知道英國面臨債務危機」的人士，未必是總裁的「最適合人選」。BBC （页面存档备份，存于）
- 蘇格蘭場拒絕激進伊斯蘭組織反東征穆斯林在威廉王子大婚當日在西敏寺外示威的申請。警方表示現正商討讓該團體當日在其他地點示威的可能。另一激進組織捍衛英格蘭同盟亦表示，如獲許可，會在皇家大婚當日舉行針對反東征穆斯林的示威。BBC （页面存档备份，存于）
- 外相夏偉林透露會派軍方人員到利比亞反對派據點班加西，但強調有關人員不會參與任何戰鬥。消息指出，軍方派出的10名人員會與法國方面的人員合作，為反卡達菲政權的陣營提供物流和情報訓練方面的支援。BBC （页面存档备份，存于）

## 4月18日
- 英國將於5月5日就下議院是否改變選舉辦法舉行全民公投，在野工黨立場分裂，向來與保守黨不咬弦的前工黨內政大臣韋俊安勳爵決定與英揆大衛·卡梅倫站台，爭取保留現行的單議席單票制；工黨黨魁文立彬則與自民黨籍的聯合內閣商務大臣祈維信博士合作，共同爭取下院改用順位投票制。BBC （页面存档备份，存于）
- 新任愛爾蘭總理恩達·肯尼訪問英國，將與英揆大衛·卡梅倫舉行會談。肯尼此行希望得到英國協助解決愛爾蘭的經濟問題，包括調低英國借出的32.5億英鎊貸款的利率。另一方面，英女皇伊利沙伯二世已定於5月17日對愛爾蘭進行四天的國事訪問，她將是愛爾蘭獨立以來首位到訪的英國君主。BBC （页面存档备份，存于）

## 4月17日
- 《星期日泰晤士報》透露，英國石油的主要股東正計劃售出公司一半資產，套現300億美元以重建墨西哥灣自去年漏油事故以來受破壞的生態面貌，以及注入更多資金到賠償基金。消息指英國石油至今已售出其中240億美元資產，同時強調公司財政穩健。BBC （页面存档备份，存于）
- 英揆大衛·卡梅倫接受訪問時表示，英國與其他對利比亞採取軍事行動的北約成員國並不是要入侵或佔領利比亞，但聯合國的決議案的確對軍事行動構成「限制」，但他又指出這些「限制」是「正確的」。BBC （页面存档备份，存于）

## 4月15日
- 三名執政保守黨下議員要求正在休會的國會復會討論北約對利比亞的軍事行動，他們認為北約的任務目標已由向利比亞提供人道援助，變成推翻卡達菲政權，有份參與軍事行動的英政府應向國會交代。但唐寧街10號發言人表示沒有復會辯論的必要。BBC （页面存档备份，存于）
- 白金漢宮皇室發言人透露，威廉王子與未婚妻凱蒂·米德爾頓於4月29日大婚前一晚，米德爾頓與家人將入住倫敦五星級的哥陵酒店（Goring Hotel），而米德爾頓更會下榻酒店內的皇家廂房；白金漢宮同時公佈大婚當日的行程時序。BBC （页面存档备份，存于）

## 4月14日
- 商務大臣祈維信博士不滿英揆大衛·卡梅倫較早時發表言論支持大幅度限制移民定居英國，批評言論不是保守黨和自民黨協議好的聯合政府方針，也是「不明智的決定」。不過，卡梅倫在另一場合反駁，否認自己的言論煽動極端主義，強調講話經過慎重的思量。BBC （页面存档备份，存于）
- 外交部敦促杜拜當局，調查一宗英籍男子遭杜拜警方拘留期間死亡的案件。消息指死者年約39歲，來自倫敦東部，出事前在入住的豪華酒店與他人爭執，事後被警方拘留，並於4月12日死於拘留所內。除死者外，現時仍有四名英漢被杜拜警方拘留。BBC （页面存档备份，存于）

## 4月13日
- 政府最新數字顯示，英國2011年2月失業人數比2010年12月下降17,000人，失業率輕微下降至百分之7.8，是去年秋季以來首次錄得跌幅。BBC （页面存档备份，存于）
- 外相夏偉林在卡塔爾出席會議，與利比亞反對派商討該國局勢。他表示正研究設立國際專款，支援利比亞反對派推倒卡達菲政權。BBC （页面存档备份，存于）

## 4月10日
- 英政府與荷蘭政府計劃透過司法途徑控告冰島政府，追討冰島銀行在2008年倒閉導致兩國政府蒙受的損失。當年冰島銀行倒閉時，受影響的英荷存戶多達40萬名，英荷兩國政府事後出手墊支，讓兩國存戶取回存款。較早前，冰島舉行全民公投，否決冰島向兩國償還款項的方案。BBC （页面存档备份，存于）、BBC （页面存档备份，存于）
- 皇家護理學院將於利物浦舉行周年大會，消息指院方會在會上批評公立醫院削減人手和醫護人員士氣低落等問題，將會危及政府計劃推行的公立醫院改革。BBC （页面存档备份，存于）

## 4月8日
- 正停泊在修咸頓港口的皇家海軍核潛艇機敏號發生槍擊事故，艦上一名船員開槍襲擊兩名同胞，一人死亡、另一人危殆。消息指，事發時修咸頓事議會市長、行政總監和議會領袖等人正在艦上參觀，疑犯事後已被警方拘捕。BBC （页面存档备份，存于）
- 財相歐思邦在匈牙利出席歐盟財政官員會議，會上各國代表應葡萄牙政府要求，集中商討如何援助該國的債務危機。英國國內有疑歐派輿論質疑，根據現行歐盟安排，無論英政府提供貸款多少，最終均有可能要為葡國付出40億英鎊。在野工黨則認為有需要出手援助葡國，但應由歐元區國家作主導。BBC （页面存档备份，存于）

## 4月7日
- 蘭開夏達雲谷高中70名教師發動罷工，抗議學校管理層沒有就校內學生風氣敗壞的問題，提供應有支援。BBC （页面存档备份，存于）
- 英倫銀行公佈議息結果，決定連續第25個月將息率維持在歷史低位的百分之0.5，今次行方並無公佈任何量化寬鬆措施。目前，英國通漲率已比行方目標高出百分之2，顯示加息壓力日益沉重。BBC （页面存档备份，存于）

## 4月6日
- 回應近日輿論對英格蘭公立醫院撥款改革的抨擊，英揆大衛·卡梅倫表示改革不會置英格蘭公立醫院於險境，同時強調維持現狀不是辦法。BBC （页面存档备份，存于）
- 國防部證實，部份負責執行利比亞軍事禁飛區任務的皇家空軍戰機，將受北約調派參與各國對利比亞政府軍的地面攻勢。BBC （页面存档备份，存于）

## 4月5日
- 利比亞領袖卡達菲的次子賽義夫接受BBC訪問，表示前外長穆薩·庫薩是因為健康欠佳，才到倫敦接受治療，否認庫薩是出逃英國。他又表示庫薩沒有任何關於洛克比空難的秘密。BBC （页面存档备份，存于）
- 在下議院衛生委員會會議上，多位議員反對政府計劃讓普通科醫生自行決定醫療經費用途的計劃，委員會認為至少應讓其他醫生、護士及醫護人員參與決定撥款的用途。BBC （页面存档备份，存于）

## 4月4日
- 政府宣佈為了削減開支，將會裁減大約1,600名海軍和1,000名陸軍人員，其中有150名踞喀兵將於9月收到退役通知，但現正在阿富汗和利比亞服役的人員不會被要求強制退役。BBC （页面存档备份，存于）
- 政府計劃立法讓英格蘭公立醫院醫生自行決定政府醫療撥款其中六成的分配用途，一直引起爭議，對於有輿論批評政府計劃過急，擔心決定形同將公立醫院私有化，衛生大臣凌士禮承認社會對議題有「相當關注」，承諾會「聆聽」各方聲音，現階段會先進行更深入的諮詢。BBC （页面存档备份，存于）

## 4月2日
- 國防大臣霍理林醫生證實，變節到英國的利比亞前外長穆薩·庫薩（Moussa Koussa）仍然被當局扣查盤問。BBC （页面存档备份，存于）
- 北愛爾蘭奧馬發生汽車炸彈襲擊，車上一名警員喪生。BBC （页面存档备份，存于）

| 依月份排列新聞動態 |
| \| - 2014年英國：1月 - 2月 - 3月 - 4月 - 5月 - 6月 - 7月 - 8月 - 9月 - 10月 - 11月 - 12月 - 2013年英國：1月 - 2月 - 3月 - 4月 - 5月 - 6月 - 7月 - 8月 - 9月 - 10月 - 11月 - 12月 - 2012年英國：1月 - 2月 - 3月 - 4月 - 5月 - 6月 - 7月 - 8月 - 9月 - 10月 - 11月 - 12月 - 2011年英國：1月 - 2月 - 3月 - 4月 - 5月 - 6月 - 7月 - 8月 - 9月 - 10月 - 11月 - 12月 - 2010年英國：1月 - 2月 - 3月 - 4月 - 5月 - 6月 - 7月 - 8月 - 9月 - 10月 - 11月 - 12月 - 2009年英國：1月 - 2月 - 3月 - 4月 - 5月 - 6月 - 7月 - 8月 - 9月 - 10月 - 11月 - 12月 - 2008年英國：1月 - 2月 - 3月 - 4月 - 5月 - 6月 - 7月 - 8月 - 9月 - 10月 - 11月 - 12月 檢閱 \| |
| - 2014年英國：1月 - 2月 - 3月 - 4月 - 5月 - 6月 - 7月 - 8月 - 9月 - 10月 - 11月 - 12月 - 2013年英國：1月 - 2月 - 3月 - 4月 - 5月 - 6月 - 7月 - 8月 - 9月 - 10月 - 11月 - 12月 - 2012年英國：1月 - 2月 - 3月 - 4月 - 5月 - 6月 - 7月 - 8月 - 9月 - 10月 - 11月 - 12月 - 2011年英國：1月 - 2月 - 3月 - 4月 - 5月 - 6月 - 7月 - 8月 - 9月 - 10月 - 11月 - 12月 - 2010年英國：1月 - 2月 - 3月 - 4月 - 5月 - 6月 - 7月 - 8月 - 9月 - 10月 - 11月 - 12月 - 2009年英國：1月 - 2月 - 3月 - 4月 - 5月 - 6月 - 7月 - 8月 - 9月 - 10月 - 11月 - 12月 - 2008年英國：1月 - 2月 - 3月 - 4月 - 5月 - 6月 - 7月 - 8月 - 9月 - 10月 - 11月 - 12月 檢閱       |